# Good Night
«Good Night» (с англ. — «Спокойной ночи») — песня группы «Битлз», завершающая их одноимённый двойной альбом (также известный как «Белый альбом»). Песня написана Джоном Ленноном (авторство приписано Леннону и Маккартни) и исполнена Ринго Старром в сопровождении небольшого оркестра под управлением Джорджа Мартина.

## О песне
Джон Леннон написал эту песню как колыбельную для своего сына Джулиана, когда тому было пять лет. Будучи довольно сентиментальной, она служит неким противовесом экспериментальной песне «Revolution 9» (предпоследней композиции на альбоме).
Ринго Старр, исполнивший песню, стал третьим из членов группы (после Маккартни и Харрисона), кто записал песню «Битлз» без кого-либо из других её участников (Леннон в этом смысле стал последним, самостоятельно записав песню «Julia»).
Песня использует, по словам Леннона, «возможно, слишком пышную» аранжировку, выполненную Джорджем Мартином (при этом и сам Мартин исполнил партию челесты). Кроме того, в записи песни (в качестве бэк-вокалистов) принимал участие ансамбль вокалистов The Mike Sammes Singers под управлением Майка Сэммеса (Mike Sammes). Сама композиция, по мнению Иэна Макдональда, является непреднамеренной вариацией на тему песни «True Love» Коула Портера (одной из песен, исполнявшихся группой во времена концертной работы в Гамбурге).

## Запись песни
Студийная работа над песней началась ночью 28 июня 1968 года, когда было записано пять треков: Ринго Старр исполнял вокальную партию, а Джон Леннон аккомпанировал ему на гитаре. В тот же день была записана пробная версия с фортепианным исполнением Джона Леннона; эта версия, дополненная отдельными фрагментами из оркестровой аранжировки Джорджа Мартина, впоследствии была выпущена на сборном альбоме Anthology 3.
Второго июля Старр перезаписал вокальную партию; тогда же были записаны подголоски, а Джордж Мартин начал работу над своей аранжировкой. Однако 22 июля все предыдущие записи были забракованы, и всё началось сначала: было записано 12 треков партии оркестра, затем были записаны подголоски, тогда как в последнюю очередь — вокальная партия Старра.
В записи участвовали:
- Ринго Старр — вокал
- Джордж Мартин — челеста
- Участники группы Mike Sammes Singers (Ингрид Томас, Пэт Уитмор, Вэл Стокуэлл, Айрин Кинг, Росс Гилмор, Майк Редуэй, Кен Берри, Фред Лукас)[2] — подголоски
- Исполнители оркестра (их имена не указаны): двенадцать скрипок, три альта, три флейты, кларнет, валторна, вибрафон, контрабас, арфа.

## Использование песни в альбомеLove
В саундтреке к шоу Cirque du Soleil под названием «Love» (саундтрек был выпущен в виде одноимённого альбома) песня не звучит целиком, однако используются отдельные её фрагменты. Сначала они слышны в переходе между песнями «Lucy in the Sky with Diamonds» и «Octopus’s Garden» (звучание на малую терцию ниже оригинального). В самом конце альбома, после того как смолкает композиция «All You Need Is Love», звучит оркестровая кода из «Good Night» (на этот раз — в оригинальной тональности).

## Кавер-версии
Песня перепевалась многими группами и исполнителями, включая The Carpenters, Кенни Логгинс, Линда Ронстадт, The Manhattan Transfer, Вера Линн. Барбра Стрейзанд включила кавер-версию песни в свой альбом What About Today? (1969 г.). Именно этой песней британская группа Coldplay сопровождала свой уход со сцены на концертах тура Twisted Logic Tour (2005—2006). Американская актриса Тери Хэтчер исполнила эту песню для благотворительного сборного альбома Unexpected Dreams (2006 г.).